# Maninghen-Henne
Maninghen-Henne ist eine französische Gemeinde mit 329 Einwohnern (Stand: 1. Januar 2022) im Arrondissement Boulogne-sur-Mer im Département Pas-de-Calais in der Region Hauts-de-France. Maninghen-Henne gehört zum Kanton Desvres (bis 2015: Kanton Marquise).  

## Geographie
Maninghen-Henne liegt etwa 30 Kilometer südwestlich von Calais und etwa sieben Kilometer nordöstlich von Boulogne-sur-Mer nahe der Opalküste des Ärmelkanals (Nordsee). Die Gemeinde gehört zum Regionalen Naturpark Caps et Marais d’Opale.
Umgeben wird Maninghen-Henne von den Nachbargemeinden Wacquinghen im Norden, Offrethun im Nordosten, Wierre-Effroy im Osten, Pittefaux im Süden und Südosten sowie Wimille im Westen und Südwesten.
| 1962                      | 1968 | 1975 | 1982 | 1990 | 1999 | 2006 | 2013 |
| ------------------------- | ---- | ---- | ---- | ---- | ---- | ---- | ---- |
| 116                       | 123  | 112  | 181  | 211  | 298  | 309  | 350  |
| Quelle: Cassini und INSEE |      |      |      |      |      |      |      |

## Sehenswürdigkeiten

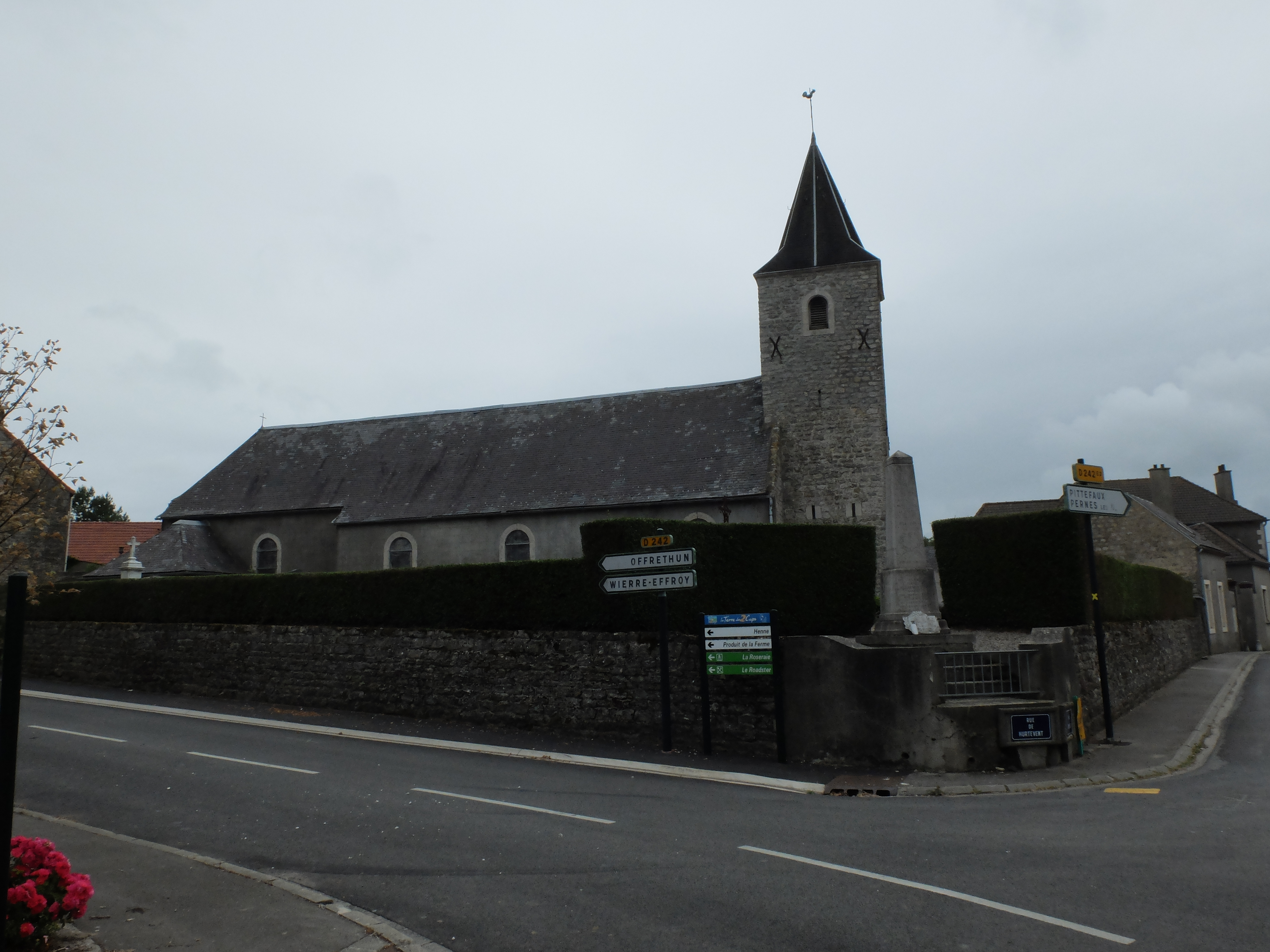
Kirche Saint-Martin

- Kirche Saint-Martin aus dem 19. Jahrhundert
- zwei Herrenhäuser aus dem 17. Jahrhundert
- Windmühle